# Симеон Јерусалимски
Свети апостол Симеон је хришћански светитељ. Он је један од седамдесет апостола. Био је син Клеопин, а Клеопа је био брат Јосифа, обручника Богородице. Када је видео чуда Исуса Христа, поверовао је Симеон, и убројан је у Седамдесет апостола. Са великом ревношћу и храброшћу проповедао је Јеванђеље Христово свуда по Јудеји. А када су Јевреји убили Јакова, брата Господњег и првог епископа цркве Јерусалимске, гурнувши га са висине храма и ударивши га мотком по глави, тада је овај Симеон, рођак Јаковљев, постављен за епископа у Јерусалиму. И он је, као други епископ у Светоме Граду, управљао црквом са мудрошћу све до дубоке старости. Имао је преко 100 година када је пострадао. Страдао је када је за време цара Трајана било подигнуто двојако гоњење у Палестини, на потомке Давидове и на Хришћане. Симеон је оптужен и као једно и као друго. Свети Симеон је претрпео велике муке и најзад је распет на крсту.
Српска православна црква слави га 27. априла по црквеном, а 10. маја по грегоријанском календару.